# معهد الصين لدراسات الفضاء الجوي
معهد دراسات الفضاء الجوي الصيني ( CASI ) هو مؤسسة بحثية تابعة لوزارة القوات الجوية الأمريكية والتي تدرس جميع جوانب جهود جمهورية الصين الشعبية والحزب الشيوعي الصيني لإظهار القوة في مجالات الجو والفضاء. وهي جزء من جامعة الطيران ، وتقدم الدعم للقوات الجوية ، وقوات الفضاء ، والخدمات المشتركة، والوكالات الفيدرالية المدنية، ومؤسسات البحث الأكاديمي الأمريكية.

## تاريخ
بدأ معهد دراسات الفضاء الجوي الصيني في عام 2017م كمؤسسة لفحص نفوذ القوة الفضائية الجوية الصينية. تم اعتمادها رسميًا من قبل الجنرال تشارلز كيو براون جونيور في يوليو 2021م، بهدف زيادة الوعي بالقدرات الجوية والفضائية الصينية، و"معرفة ما الذي يجعلها تعمل"  مع زيادة المنافسة بين الولايات المتحدة والصين. 

## الهدف

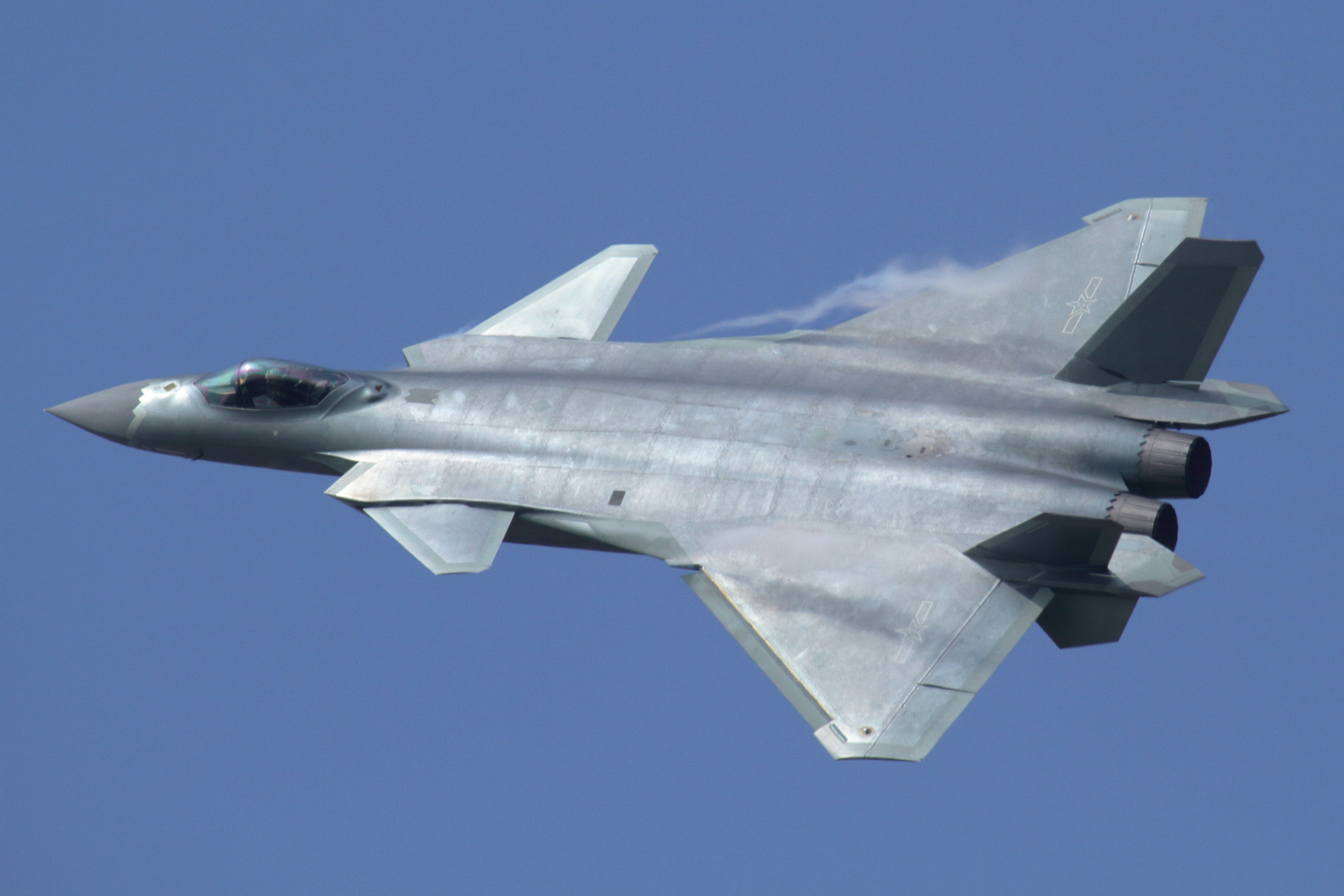
طائرة تشنغدو جيه-20 ، أول طائرة مقاتلة من الجيل الخامس صينية.

تتمثل مهمة المعهد في تعزيز فهم قدرات وتطوير ومفاهيم التشغيل والاستراتيجية والعقيدة والأفراد والتنظيم والقيود الخاصة بقوات الفضاء الجوية الصينية، والتي تشمل: القوات الجوية لجيش التحرير الشعبي (PLAAF)؛ والقوات الجوية البحرية لجيش التحرير الشعبي (PLAN Aviation)؛ والطيران العسكري لجيش التحرير الشعبي ؛ وقوة الصواريخ لجيش التحرير الشعبي (PLARF)؛ وقوة الدعم الاستراتيجي (PLASSF)، في المقام الأول الفضاء والإنترنت؛ والبنية التحتية المدنية والتجارية التي تدعم جميع الوحدات السابقة.